# Слободка (Чаусский район)
Слобо́дка (бел. Слабодка) — деревня в составе Каменского сельсовета Чаусского района Могилёвской области Республики Беларусь.

## Население
- 2010 год — 5 человек